# Traytown
Traytown es un pueblo canadiense situado en la provincia de Terranova y Labrador.

## Superficie
Traytown tiene una superficie de 13,3 km².

## Demografía
En 2021, tenía 279 habitantes, una densidad poblacional de 21 hab./km², y 161 viviendas.